# Paul Gervais
Paul Gervais (Parigi, 26 settembre 1816 – 10 febbraio 1879) è stato uno zoologo e paleontologo francese.
Gervais nacque a Parigi, dove ottenne il diploma di dottore in scienza e medicina, e nel 1835 cominciò delle ricerche paleontologiche come assistente nei laboratori di anatomia comparata del Museo nazionale di Storia naturale di Parigi.
Nel 1841 ottenne la cattedra di zoologia e anatomia comparata alla Facoltà di Scienze di Montpellier, di cui divenne preside nel 1856. Nel periodo tra il 1848 e il 1852 apparve la sua importante opera Zoologie et paléontologie françaises, supplementaria alle pubblicazioni paleontologiche di Georges Cuvier ed Henri Marie Ducrotay de Blainville; di questa venne edita una seconda edizione, molto più dettagliata, nel 1859. Nel 1865 accettò la cattedra di zoologia alla Sorbona, vacante dopo la morte di Louis Pierre Gratiolet; lasciò questo posto nel 1868 per la cattedra di anatomia comparata al Museo di storia naturale di Parigi, di cui arricchì grandemente gli inserti delle collezioni anatomiche. Nel 1872 scopri l'Oreopithecus bambolii.
Scrisse anche Histoire naturelle des insectes (4 volumi, 1836-1847, con Charles Athanase Walckenaer); Histoire naturelle des Mammifères (1853); Zoologie médicale (1859, con Pierre-Joseph van Beneden); Recherches sur l'ancienneté de l'homme et la période quaternaire (1867); Zoologie et Paléontologie générales (1867); Ostéographie des cétacés vivants et fossiles (1869, &c., con van Beneden).